# Śmieciak
Śmieciak (niem. Schmitschok) – przysiółek wsi Grabina w Polsce, położony w województwie opolskim, w powiecie prudnickim, w gminie Biała. Historycznie leży na Górnym Śląsku, na ziemi prudnickiej.
W latach 1975–1998 przysiółek administracyjnie należał do ówczesnego województwa opolskiego.
W 1921 w zasięgu plebiscytu na Górnym Śląsku znalazła się tylko część powiatu prudnickiego. Śmieciak znalazł się po stronie zachodniej, poza terenem plebiscytowym. 1 października 1948 r. nadano miejscowości, wówczas administracyjnie związanej z Grabiną, polską nazwę Śmieciak. Nazywana też Śmieciok. W spisie gromad i miejscowości w powiecie prudnickim na dzień 1 stycznia 1953 wymieniono Śmieciak jako przysiółek Śmicza pod nazwą Śmieczak. Według podziału administracyjnego województwa opolskiego na dzień 31 sierpnia 1964, Śmieciak, jako przysiółek Grabiny, należał do gromady Ligota Bialska. W opracowanej w 1971 przez Powiatowy Inspektorat Statystyczny w Prudniku Statystycznej charakterystyce miejscowości w gromadach powiatu prudnickiego, miejscowość została wymieniona pod nazwą Śmieciak.